# Instant Karma!
Az Instant Karma! (We All Shine On) John Lennon harmadik kislemeze volt. A dal három szempontból is érdekes. Először is, egyike volt Lennon és George Harrison néhány közös munkájának a Beatles keretein kívül; a dalban Harrison gitározott. Másodszor, ez az egyik leggyorsabban megjelentetett dal a popzene történetében: megírása napján már fel is vették a londoni Abbey Road Studiosban, és tíz nap múlva már meg is jelent. És harmadszor, a dal producere Phil Spector volt; talán Lennon próbára tette, mielőtt rábízta volna a Get Back / Let It Be projekt irányítását.
Ezen a dalon a The Plastic Ono Band felállása a következő volt:
- John Lennon – ének, akusztikus gitár, elektromos zongora, taps
- Yoko Ono – vokál, taps
- George Harrison – gitár, taps
- Billy Preston – zongora, taps
- Klaus Voormann – basszusgitár, elektromos zongora, taps
- Alan White – dob, taps
- Mal Evans (a Beatles asszisztense) – harangjáték, zongora, taps
- Allen Klein (a Beatles akkori menedzsere) – vokál, taps
- egy csomó mulatozó ember a Hatchetts Pubból – vokál, taps

A kislemez Nagy-Britanniában 1970. február 6-án jelent meg, B oldalán Yoko Ono "Who Has Seen the Wind?" című dalával (producere Lennon volt). A kislemez Nagy-Britanniában az 5., az USA-ban a 3. lett. A dalt a Top of the Pops-ban elő is adták.
A kislemez a hagyományos zöld Apple címkével jelent meg, A oldalán "Játszd hangosan", B oldalán "Játszd halkan" felirattal.